# Heart to Heart
Pour l’article homonyme, voir Heart to Heart (film, 1928).
Albums de David Sanborn
Promise Me to the Moon
(1977) Hideaway
(1978)
Heart to Heart est le troisième album du saxophoniste David Sanborn sorti en 1978.
Il contient le morceau Lotus Blossom, composition de Don Grolnick, et qui sera repris par le saxophoniste dans nombre de ses albums futurs ainsi qu'en concert.

## Liste des morceaux
1. Solo (Jaffe, Levine, Spinozza)
2. Short Visit (John Simon)
3. Theme from "Love Is not Enough" (C.T. Perkinson)
4. Lotus Blossom (D. Grolnick)
5. Heba (D. Sanborn)
6. Sunrise Gospel (H. Bushler)
7. Anywhere I Wander (Loesser)

## Personnel
- David Sanborn – saxophone alto
- Herb Bushler – basse
- Hiram Bullock – guitare électrique
- David Spinozza – guitare électrique
- Hugh McCracken – guitare électrique
- Mike Mainieri - Vibraphone
- Steve Gadd – batterie
- Don Grolnick - Claviers
- Buddy Williams – batterie
- Ralph MacDonald – percussions
- Warren Smith – percussions